# Îlot Menghu
L'îlot Menghu (Chinois traditionnel: 猛虎嶼; pinyin: Měnghǔ Yǔ; Pe̍h-ōe-jī: bíng-hóo-sū, littéralement "îlot du tigre") est le territoire le plus éloigné de l'île de Taïwan. Son nom d'origine est îlot Huzi, mais la République de Chine a changé son nom en 1960. Cependant, la République populaire de Chine ne reconnaît pas le changement de nom et l'îlot porte toujours le nom « Huziyu » sur ses cartes. 
L'îlot est sous la juridiction du canton de Lieyu, lui-même appartenant au comté de Kinmen dans la province du Fujian (République de Chine). À mi-chemin entre l'île Dadan et Petite Kinmen (Lieyu), l'îlot est, depuis la guerre civile chinoise, situé sur la ligne de front de la zone de tension avec la République populaire de Chine. De plus, il constitue un territoire militaire contrôlé par le Ministère de la Défense nationale de la République de Chine en vertu de la Fortress Zone Act (要塞堡壘地帶法). 

## Histoire du nom
L'îlot Menghu a pour nom d'origine îlot Huzi, utilisé par la population locale de Lieyu, du fait de la partie sud-est de l'îlot qui épouse la forme d'une gueule d'un tigre. Au cours de la Deuxième crise du détroit de Taïwan et plusieurs années après les tensions, Chiang Ching-kuo, alors Chef du Département de la politique générale au ministère de la Défense nationale, Secrétaire général adjoint de la conférence sur la défense nationale et Ministre de la Défense nationale, se rendit à plusieurs reprises sur les îles frontalières autour de Kinmen pour inspecter l'armée. Un certain nombre de ces îles furent renommées (par exemple, "Fuding" en "Fuhsing" et "îlot du Rat" en "îlot du Lion") afin de stimuler le moral des troupes. De même, la dénomination de l'îlot Huzi fut officiellement modifiée en 1960. 

## Géographie et position stratégique
L'îlot Menghu s'avère être assez proche de Xiamen puisque sa distance avec et Xiamen en République populaire de Chine est inférieure à celle entre l'île Dadan et l'île Erdan. L'île comporte une partie principale et d'un grand récif au sud-est. L'ensemble couvre une superficie d'environ 0,025 km². La partie principale de l'îlot s'élève à près de 50 mètres au-dessus du niveau de la mer. Du fait de son terrain surélevé presque entouré de falaises, l'îlot est considéré comme un lieu difficilement attaquable d'une grande importance en matière de tactiques traditionnelles. Lorsque l’îlot joue le rôle de point défensif de la voie navigable du front sud de la baie de Xiamen (c’est-à-dire le port de Xiamen et la voie navigable extérieure), il peut servir d’appui-feu à moyenne portée et de ligne de ravitaillement solide. 

## Population
Il n'existe pas de résidents permanents sur l'île, seules les troupes de l'armée de la République de Chine y sont stationnées. Les activités humaines ont été seulement constatées qu'à partir d'un petit nombre de rapports et d'essais publiés par l'armée de la République de Chine. Sur l'île, les conséquences des opérations militaires à long terme sur les îles Kinmen ont poussé à la construction de passages souterrains reliant les différentes positions d'artillerie. En raison de sa qualité de terrain militaire, toute personne est interdite de se rendre sur l'île. Seuls  de larges panneaux porteurs de slogans et quelques structures au sol peuvent être aperçus par des navires. 

## Transport
Il n'existe qu'un seul quai sur l'île. Un slogan est gravé sur la falaise à côté du quai: il a été réalisé par le chef d'état-major, Mingtang Lai, à l'occasion du festival des bateaux dragons de 1973. Il est inscrit: "Utilisez l'esprit du tigre féroce pour tuer l'ennemi par l'esprit patriotique." L'armée de la République de Chine envoie régulièrement ses soldats effectuer des aller-retour par bateau entre les différents quais de Kinmen, généralement afin de déplacer du personnel militaire et de transporter du matériel. Du fait de son relief escarpé, des moyens de télécommunication peuvent être utilisés sur l'îlot tels que la transmission radio, les signaux par pavillon ou les satellites de communication, etc. pour contacter les militaires et les civils habitants dans les environs. 